# 최린
최린(崔麟, 1878년 1월 25일 ~ 1958년 12월 4일)은 일제강점기의 친일파이다. 3.1 운동에 참여하여 민족대표 33인 가운데 한 사람으로 독립운동가로 활동하다가 친일 인사로 변절했다. 호는 고우(古友) · 여암(如庵)이고 일본식 이름은 가야마 린(佳山 麟)이다.

## 생애

### 생애 초기
1878년 1월 25일에 태어났다. 어린 시절 한학을 배우다가 한성부로 상경하여 개화파 청년들과 교유하게 된다. 1902년 길주감리서 주사를 거쳤는데, 당시 일본 육사 출신 청년 장교들이 중심이 된 일심회 조직 사건으로 일본으로 잠시 피신했다. 그때 개화파 역관인 오경석의 아들 오세창이 당시 일심회 사건에 함께 연루되었다.
1904년 10월에는 대한제국 황실유학생으로 선발되어 유학생 신분으로 도쿄부립 제1중학교에 입학하였다. 그해 중학교 교장이 조선인에게는 교육이 불필요하다고 말한 데 대해 항의하면서 파업을 일으켜 퇴교당한다. 1905년 일본 유학생회를 조직하여 부회장을 거쳐 회장에 선임된다. 1906년 메이지 대학을 입학한 최린은 대한제국 황실을 모독한 공연장을 습격하고 영업방해로 검거된다. 1906년 9월부터 1907년 2월까지 대한유학생회 부회장과 회장을 지냈다. 1907년에는 광무학회 총대와 태극학회 회장을 역임하였고 1909년에는 대한흥학회 평의원과 부회장을 역임했다. 1909년에 메이지대학교를 졸업하고 귀국한다. 일본 유학 중에 같은 황실유학생이었던 최남선, 이상헌(李祥憲)이라는 가명을 쓰던 천도교 교주 손병희를 만나 교류했고, 이들의 영향을 받아 귀국 후 1910년 10월 천도교에 입교했다.
천도교에서 운영하던 보성고등보통학교 교장을 지내면서 비밀결사 독립운동 단체 신민회에 가입해 활동하였고, 교육 분야에 종사했다.

### 3.1 운동 활동
1918년부터 손병희와 오세창, 권동진 등 천도교 인사들과 함께 독립 운동의 방안을 논의하다가 1919년 3·1 운동과 고종의 인산일을 구상했다. 최린은 불교계의 한용운, 기독교계의 이승훈을 통해 두 종교 대표를 참가시키고 기미독립선언서 기초자로 최남선을 추천하는 등 기획 과정을 주도했으며, 또한 3·1 운동의 3원칙으로 대중화와 단일화, 비폭력을 제시하였다. 독립선언서 낭독 모임 이후 곧바로 체포되어 징역 3년형을 선고받았으나, 1921년 12월 22일 가출옥하였다.

### 사회활동과 변절
출옥한 후 1922년 1월부터 3월까지 천도교 중앙교단에서 서무과, 교육과 주임에 선출되어 활동하면서 교단활동을 시작했다. 그러나 그 해 5월 동지였던 손병희가 사망했고, 그 해 9월부터 1924년까지 종리사를 거쳐 1925년부터 1928년까지 종법사를 지냈다. 그외에 1923년에는 민립대학기성회 중앙부 집행위원으로 홀동하며 점차 활동영역을 사회문화 전반으로 넓혀갔다. 같은 해 9월 동경지방이재조선인구제회 발기인, 상무위원에 선임되었고, 1924년 조선기근구제회 위원, 1925년 조선체육회 위원, 1926년 조선문헌협회 발기인으로 활동했다. 1927년 6월부터 1928년 4월까지 유럽과 미국 등 21개 국가를 시찰하고 돌아온 후 1929년에 교단 최고직인 도령에 올랐다. 1929년 10월 조선어사전편찬회에 발기인으로 참여했고, 1930년 7월 전조선수재구제회 위원에 임명되었다.
이러한 폭 넓은 사회활동을 한 동시에 다른 한편으로는 이중적인 모습을 보였다. 1920년대 초 손병희가 죽고 난 이후 천도교는 심각한 내분을 겪게 된다. 이때부터 최린은 '민족개량주의' 경향으로 흘러가게 되어 일본의 승인을 통한 '자치론'을 내세우며 신파를 주도했다. 이 자치론은 "독립의 전단계로서의 자치와 실력 양성"을 뜻하였고, 이는 곧 독립을 위한다는 명분과 실력 양성이라는 실리를 만족하므로 최린을 비롯한 민족주의 계열의 유산계층의 관심을 끌었다. 이러한 자치론은 친일 세력으로 전향시키려는 일제의 정치모략이었다. 이후 조선총독부의 비호 아래 자치운동 조직 연정회의 부활을 기도하는 등의 활동을 하면서 신간회의 구파와는 대립했다. 총독부와 밀착한 이러한 행보는 변절의 단초가 된다.

### 서양화가 나혜석과의 불륜
1928년 우연히 파리에서 나혜석을 만나게 된다. 그런데 파리 한인 사회에 화제거리가 된, 당시 파리에 외교관으로 주재하고 있던 중 나혜석과의 불륜이 발단이 되어 1930년 나혜석은 이혼하게 된다. 프랑스어를 몰랐던 두 사람은 통역을 고용해 식당, 극장, 뱃놀이, 시외 구경을 다녔다. 1928년 11월 20일 저녁, 두 사람은 오페라를 관람하고 함께 나혜석의 숙소인 셀렉트호텔로 돌아왔다. 그날 밤 최린은 자기 숙소로 돌아가지 않았다. 그런 관계가 수십 회 이어졌고, 파리 유학생 사회에 나혜석은 최린의 작은댁이란 소문이 나돌았다. 한국 유학생들이 주최한 환영회에서 최린을 처음 본 순간 첫눈에 빠져버린 나혜석은 그와 사랑에 빠진다. 그러나 나혜석이 여러 남성과 연애한다는 소문을 들은 김우영은 비밀리에 파리로 돌아와 나혜석의 뒤를 따라갔고 최린과의 불륜 장면을 목격한다. 이 사실을 확인한 김우영이 베를린에서 파리로 돌아와 짐을 싸는 것으로 그들의 사랑은 막을 내릴 수 있었지만 나혜석과 김우영의 결혼생활을 청산하는 이혼의 빌미가 되었다.
그러나 나혜석이 이혼한 뒤, 그녀의 자유 연애관과 여성주의 사상을 피곤하게 여긴 그는 나혜석에게 이별을 통보한다. 최린과의 불륜이 이혼의 원인이 된 이상 나혜석은 가만히 있지 않고 그를 정조 유린죄라는 명목으로 법원에 고소하게 된다.
나중에 나혜석은 그를 상대로 12,000원의 위자료 소송을 청구한다. 그리고 이 사실을 보도한 동아일보의 기사를 매수하고, 그는 2천원의 돈을 나혜석에게 전달하고 입막음을 한다. 그러나 타인의 아내를 유혹하고 가정을 파탄냈다는 사회의 조롱과 함께 조선총독부로부터도 신뢰가 깎이게 된다.

### 친일 행적

1940년 2월 11일자 매일신보에 기고한 최린의 글. 내용은 황국신민으로서 봉공의 성의를 다하고 동시에 내지 동포의 상애의 정의를 촉진한다.'라는 내용으로 내선일체를 주장하는 사설이다.

1934년 4월에 중추원 참의에 임명되고, 그 해 8월 내선일체와 대동방주의(大東方主義)를 내세우는 한일 연합 친일 조직인 시중회를 조직하면서 돌아올 수 없는 다리를 건너게 된다. 1937년에는 총독부 기관지인《매일신보》사장에 취임하여 내선일체를 설파했다.
1937년 7월 중추원에서 주편하는 시국강연회의 강사로 선발되어 전주, 군산, 남원, 광주, 목포, 순천, 이리 등 전라도 일대를 순회하며 '국민의 자각을 촉구하는'강연활동 등을 수행했다. 중일 전쟁과 태평양 전쟁이 발발하자 1940년 국민총력조선연맹 이사, 1941년 조선임전보국단 단장, 1945년 조선언론보국회 회장 등등 각종 친일단체에 주요간부를 맡으며 강연 활동과 학병권유 유세, 내선일체 적극지지, 전쟁을 지원하는 등등 수없이 많은 친일행적을 남겨 극렬 친일 인사가 되었다.
1939년 12월 18일 정동의 이화여전 강당에서 80여 명의 관계자들이 모인 가운데 후원회 창립총회가 개최되었다. 여기에서 12개조의 후원회 장정을 통과시키고 25명의 위원을 선출했다. 최린도 이화여전 후원회 위원의 한사람으로 선출되었다.

### 광복 이후
광복 이후 1945년 11월 3일에 미군정청이 발표한 '이동사령 제29호'에 따라 같은 날짜로 조선총독부 중추원 참의에서 파면되었다. 천도교측은 그의 죄를 물어 은퇴를 권고하였으나 그는 거부하다가 결국은 교단에서 쫓겨나는 수모를 당하였다고 한다.
1949년 1월 반민족행위특별조사위원회가 활동을 시작했을 때 체포되어 세 차례 공판을 받았다. 재판과정에서 최린은 자신의 친일행각을 시인하고 재판장과 방청객들 앞에서 솔직한 참회를 보였다. 그는 기자회견에서 자신이 사면될 것을 바라지는 않는다고 덤덤하게 반응하였다. 그는 재판정에서 최후 변론으로 다음과 같은 말을 남겼다.
| “ | 민족 대표에 한사람으로 잠시 민족 독립에 몸담았던 내가 이곳에 와서 반민족 행위를 재판을 받는 그 자체가 부끄러운 일이다. 광화문 네거리에 사지를 소에 묶고 형을 집행해 달라. 그래서 민족에 본보기로 보여야 한다. | ” |

### 납북과 최후
그는 여러 번 병보석을 신청하였으나 거절당했다. 반민특위 재판 공판을 3차례 받은 끝에 1949년 4월 20일 병보석으로 풀려났다.
1950년 한국 전쟁 기간 중에 납북되어 끌려갔다. 이후 조소앙, 김원봉, 엄항섭, 안재홍 등의 인사들과 함께 북한의 대남한 통일 선전기관에 참여를 요구받았으나 그는 거절하였다. 그 이후 행방은 1958년 12월에 81세로 사망한 것으로 알려졌을 뿐 그 외에는 알려지 않았다.

## 사후
- 독립운동가였으나 후에 변절하여 조선총독부의 고위 관료를 역임하였으므로 1962년 3월의 독립유공자 서훈 대상에 올랐으나 곧 제외되었다.
- 2002년 발표된 친일파 708인 명단에 포함되었고, 2008년 민족문제연구소가 친일인명사전에 수록하기 위해 정리하여 발표한 민족문제연구소의 친일인명사전 수록예정자 명단 중 중추원, 천도교의 두 부문에 들어 있다. 2009년 친일반민족행위진상규명위원회가 발표한 친일반민족행위 705인 명단에도 포함되었다.
- 최린은 공개적으로 친일을 한 인물인데다 천도교 신자로서 김일성과 직접 교류한 박인진, 최동오, 김달현 등과는 대립하는 관계였기에, 조선민주주의인민공화국에서는 낮게 평가한다. 예를 들어 김일성의 회고록 《세기와 더불어》에도 대표적인 민족 배반자로 언급되었다.[6] 조선민주주의인민공화국에는 역시 친일파로 널리 알려진 이광수의 묘도 조성되어 있을 정도지만,[7] 최린의 최후나 묘에 대해서는 언급이 없다.

## 참고 자료
- 정운현 (1999년 7월 28일). 〈짧은 '항일', 긴 '친일' - 민족대표 33인 중 1인 최린〉. 《나는 황국신민이로소이다》. 서울: 개마고원. ISBN 978-89-85548-46-5.
- 반민족문제연구소 (1995년 7월 1일). 〈최린 : 반민특위 법정에 선 독립선언의 주역 (김경택)〉. 《친일파 99인 (3)》. 서울: 돌베개. ISBN 89-7199-013-9.
- 정운현 (2004년 8월 22일). “"나를 광화문 네거리서 찢어 죽여라" -  반민특위 법정서 참회하는 '민족대표'”. 오마이뉴스. 2008년 2월 17일에 확인함.
- 김정인, 친일과 변절의 논리 - 민족의 '혜성'으로 떠오르다, 《한국역사연구회 웹진》 제8호

| 전임 고원훈 | 제3대 조선체육회 회장 1923년 11월 28일 ~ 1924년 6월 30일 | 후임 박창하 |